# Arctosa erythraeana
Arctosa erythraeana este o specie de păianjeni din genul Arctosa, familia Lycosidae, descrisă de Roewer, 1960.
Este endemică în Etiopia. Conform Catalogue of Life specia Arctosa erythraeana nu are subspecii cunoscute.